# Syndrome de la fleur de liseron
 Mise en garde médicale

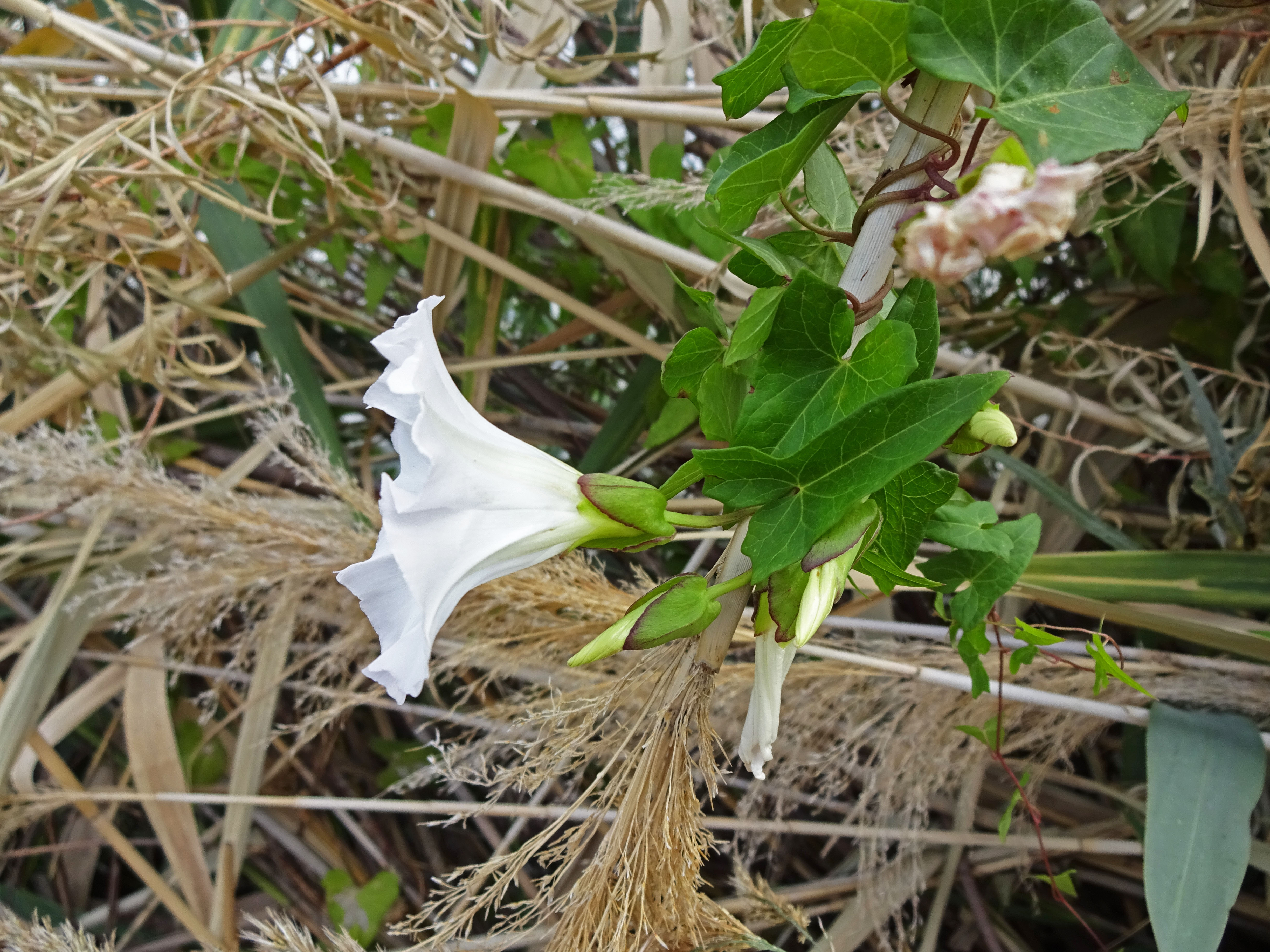
Le nom du syndrome est tiré de la fleur du liseron qui présente une forme caractéristique d'entonnoir.

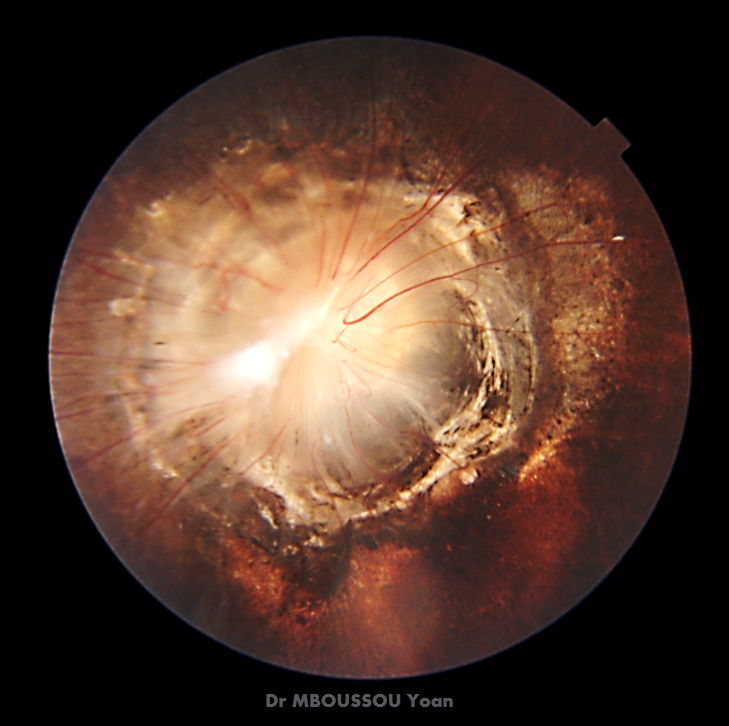
Rétinographie d'une patiente présentant le syndrome de la fleur de Liseron

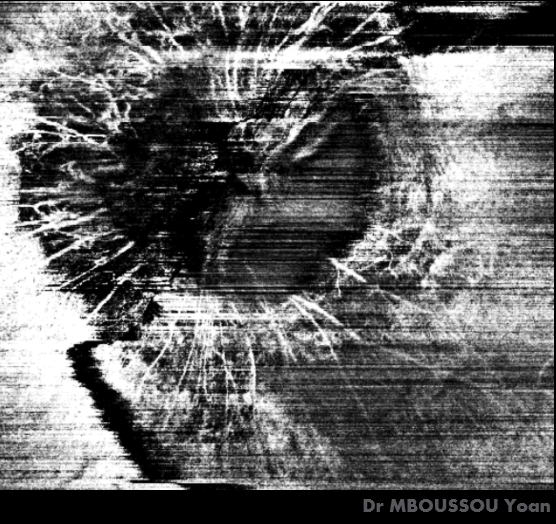
Coupe OCT-A d'une patiente présentant le syndrome de la fleur de Liseron

Le syndrome de la fleur de liseron ou anomalie de Handmann est une anomalie congénitale de type neuropathie de la papille optique, de manière généralement unilatérale ou plus rarement bilatérale. Ce syndrome entraîne une diminution de l'acuité visuelle et une amblyopie variables en fonction du degré avec lequel sont touchées les fibres optiques. Il peut être associé à d'autres affections, comme une atteinte du système nerveux central, des anomalies des systèmes endocrinien, rénal ou respiratoire, un bec de lièvre, une fente palatine par exemple.

## Histoire
Le syndrome est décrit pour la première fois par Reis en 1908,. Kindler décrit ce syndrome en 1970 en comparant la forme anormale à la fleur de liseron en raison de la forme de celle-ci, ce qui lui donne le nom actuel de « morning glory syndrom » en anglais et de « syndrome de la fleur du liseron » en français.

## Épidémiologie
Les femmes sont davantage touchées que les hommes, avec un sexe-ratio de deux femmes pour un homme.

## Étiologie et description
Dans le syndrome du liseron, la papille forme une sorte d'excavation en entonnoir. Celle-ci est occupée par une masse de tissu glial plus ou moins importante, d'un anneau pigmenté péripapillaire, et les vaisseaux sont organisés selon une disposition radiaire. Plusieurs formes cliniques existent.
Ce syndrome est le plus souvent unilatéral.

### Comorbidité
Ce syndrome peut être associé à d'autres anomalies oculaires ou non oculaires. Parmi les affectations pouvant y être associées se trouvent des affections du système nerveux central (encéphalocèle sphéno-ethmoïdal, agénésie du corps calleux, anomalie de la selle turcique), des anomalies endocriniennes (panhypopituitarisme), respiratoires ou rénales, un hypertélorisme, une fente palatine, un syndrome CHARGE ou la maladie de moyamoya,.

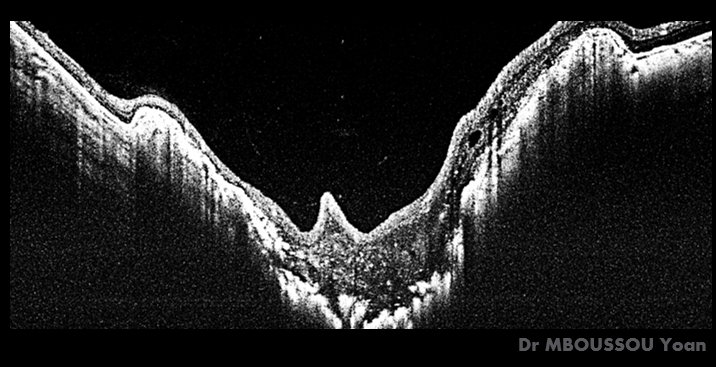
Coupe OCT d'une patiente présentant le syndrome de la fleur de Liseron

## Diagnostic
Ce syndrome fait l'objet d'un diagnostic différentiel,. Il est généralement détecté à la suite d'une acuité visuelle très faible (souvent inférieure au dixième), à l'examen d'un strabisme ou lors d'un examen ophtalmologique. Le diagnostic est souvent tardif.

## Traitement et suivi
Il s'agit d'un syndrome non évolutif, pour lequel il n'existe pas de traitement et dans lequel l'acuité visuelle de l’œil ou des yeux ne peut pas être récupérée. Cependant, il est possible de suivre et traiter certaines des anomalies qui lui sont associées. Ces anomalies nécessitent une prise en charge pluridisciplinaire, pouvant inclure neurochirurgie, neuroradiologie, interventions ORL et stomatologiques. Il est recommandé de passer certains examens comme une IRM ou une angiographie pour les détecter. Un suivi ophtalmologique est nécessaire afin de prévenir un décollement rétinien qui survient dans 30 % des cas,.